# Henry Baker
Henry Baker (Londra, 8 maggio 1698 – Londra, 25 novembre 1774) è stato un naturalista e scrittore britannico.

## Biografia

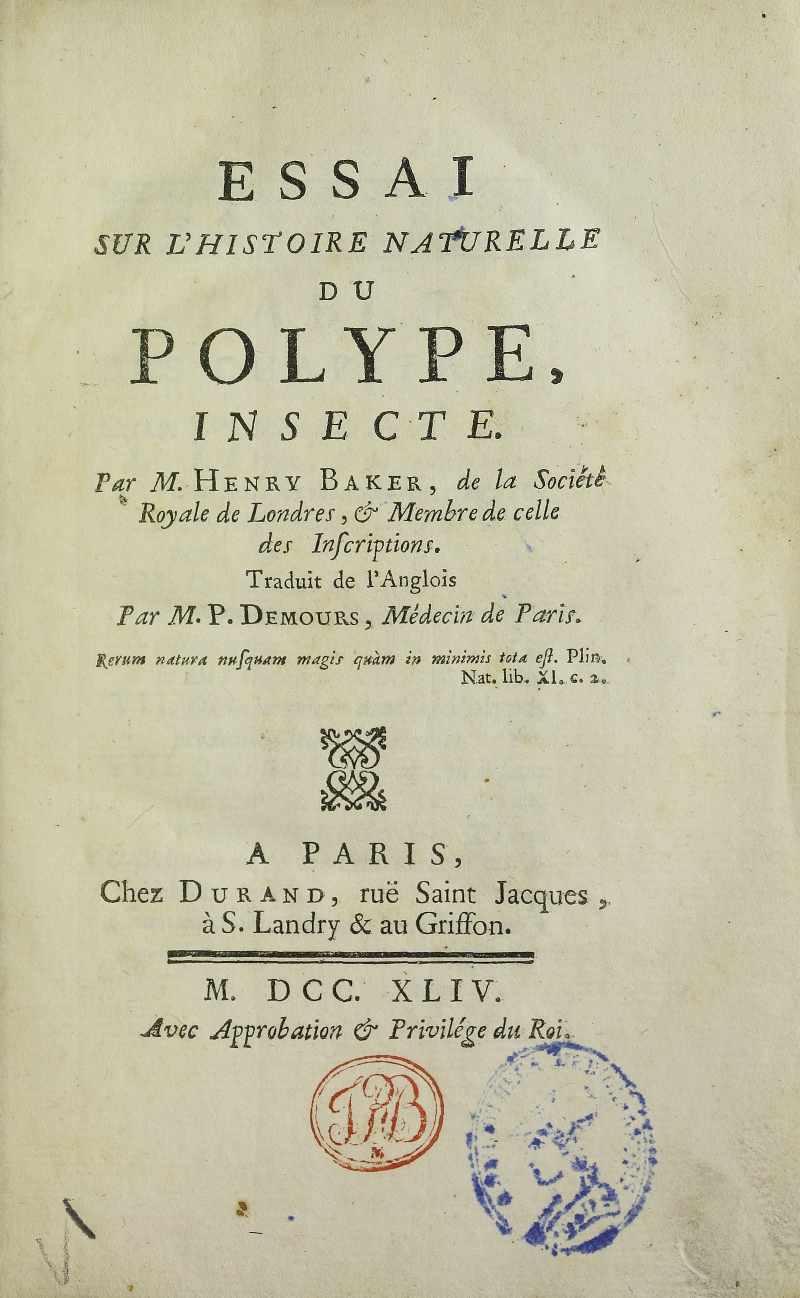
Traduzione francese di Attempt towards a natural history of the polype, 1744

Nacque a Chancery Lane, Londra, l'8 maggio 1698, figlio di William Baker, un impiegato di cancelleria. A quindici anni era apprendista presso John Parker, un libraio. Alla scadenza del suo contratto nel 1720 Baker andò a far visita a John Forster, un parente che aveva una figlia sordomuta, allora di otto anni. Come terapista di successo di persone sorde, continuò a guadagnare con un sistema che tenne segreto. Il suo lavoro come terapista attirò l'attenzione di Daniel Defoe, la cui figlia minore Sophia sposò il 30 aprile 1729.
Nel 1740 fu eletto membro della Society of Antiquaries e della Royal Society. Nel 1744 ricevette la medaglia d'oro Copley per le osservazioni microscopiche sulla cristallizzazione delle particelle saline.
Fu uno dei fondatori della Royal Society for the Encouragement of Arts, Manufactures and Commerce nel 1754 (nota in seguito come Royal Society of Arts), della quale per qualche tempo fece da segretario. Morì a Londra nel 1774 e fu sepolto nella chiesa di St Mary-le-Strand.

### Universal Spectator
Col nome di Henry Stonecastle, Baker si associò a Daniel Defoe nell'avvio dell'Universal Spectator and Weekly Journal nel 1728. Defoe infatti faceva ben poco se non al lancio della pubblicazione, intesa più come un foglio di saggistica che come un giornale. Venne pubblicato fino al 1746, arrivando a 907 numeri. Il coinvolgimento di Baker come redattore continuò fino al 1733. Tra i principali contributori iniziali vi fu il giornalista John Kelly.

### Contributi
Baker contribuì con numerose memorie alle Philosophical Transactions of the Royal Society. Tra le sue pubblicazioni vi sono A Short History of Speech (1723), The Microscope made Easy (1743), Employment for the Microscope (1753), dove annotò per la prima volta la presenza di dinoflagellati come "Animalucoli che causano luci scintillanti nell'acqua salata" e diversi volumi di versi, originali e tradotti, tra cui un poema, The Universe, a Poem intended to restrain the Pride of Man (1727).

## Eredità
Il suo nome è perpetuato dalla Bakerian Lecture della Royal Society, per istituire la quale lasciò per testamento la somma di 100 sterline.

## Opere
- A Short History of Speech, 1723.
- An invocation of health: A poem, J. Parker, London 1723.
- Original poems: serious and humourous. 2 voll., London 1725–1726.
- The Universe, A Poem Intended to Restrain the Pride of Man, London, Printed for J Worrall, at the Dove, in Bell-Yard, near Lincoln's-Inn, 1727.
- The Microscope made Easy, R. Dodsley, London 1743.
- An attempt towards a natural history of the polype: in a letter to Martin Folkes, Esq; president of the Royal Society. Describing Their different Species; the Places where to seek and how to find them; their wonderful Production and Increase; the Form, Structure and Use of their several Parts, London 1743.
  - (FR) Essai sur l'histoire naturelle du polype [Attempt towards a natural history of the polype], traduzione di Pierre Demours, Paris, Laurent Durand, 1744.
- Employment for the Microscope, London, R. Dodsley, 1753.

### Come curatore
- Medulla poetarum Romanorum: or, the most beautiful and instructive passages of the Roman poets. ... With translations of the same in English verse, 2 voll., London 1737. Volume 1, Volume 2.
- The Works of Molière. 10 voll., J. Watts, London 1739.